# Viva (yacht)
M/Y Viva är en superyacht tillverkad av Feadship i Kaag i Nederländerna. Hon sjösattes i februari 2021 och levererades i juni till sin ägare Frank Fertitta III, en amerikansk affärsman.
Hon designades exteriört av både Azure Yacht Design och De Voogt Naval Architects medan interiören designades av Peter Marino. Den är 94 meter lång och har kapacitet att ha 14 passagerare fördelat på sju hytter. Superyachten har också en besättning på 18 besättningsmän.